# Hazlov
Hazlov (niem. Haslau) – gmina w Czechach, w powiecie Cheb, w kraju karlowarskim. Według danych z dnia 1 stycznia 2013 liczyła 1 665 mieszkańców.

## Podział gminy
- Hazlov
- Lipná
- Polná
- Skalka
- Táborská
- Výhledy